# 臺中州產業組合青年道場

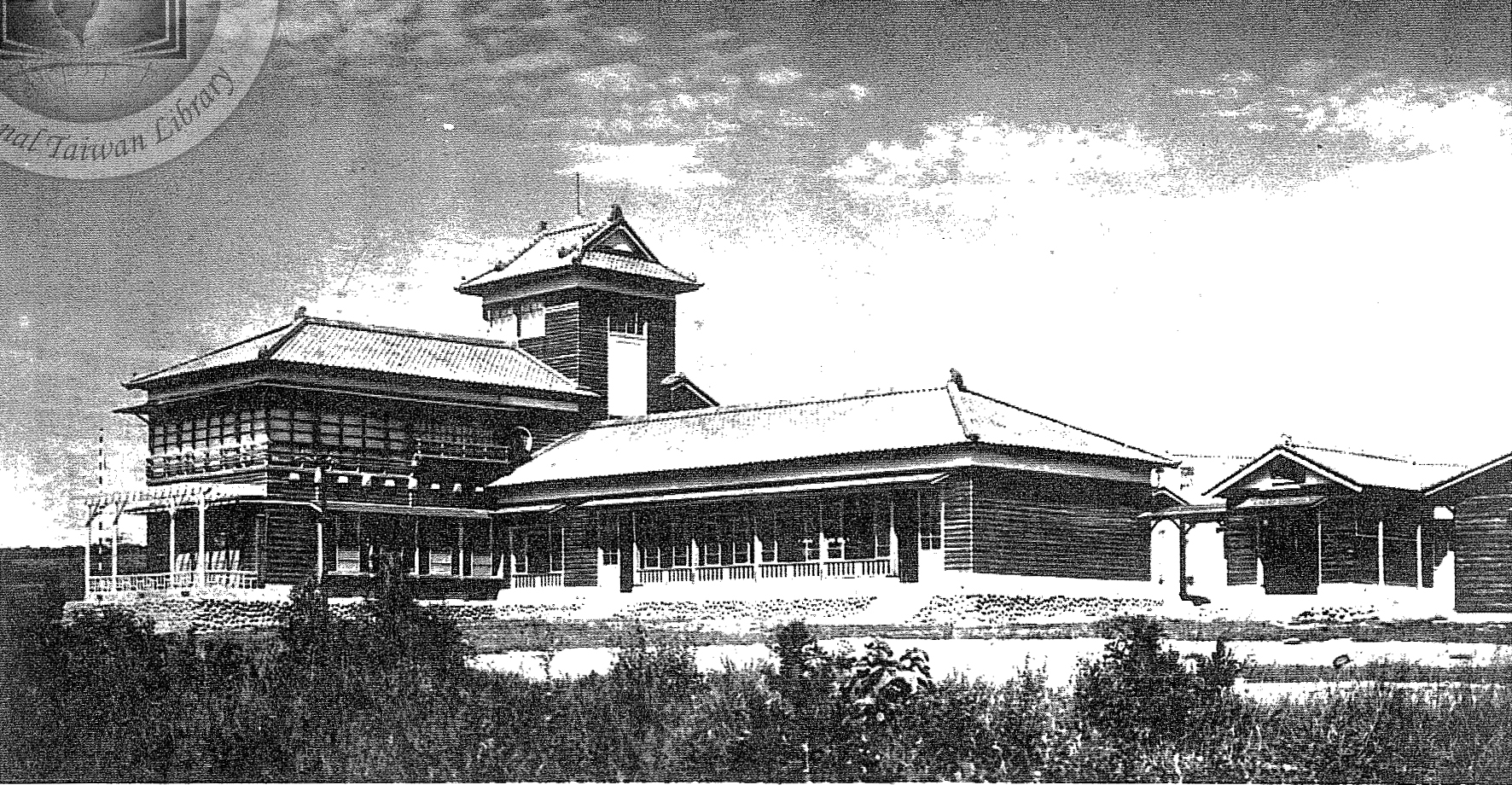
臺中州產業組合青年道場本館東側

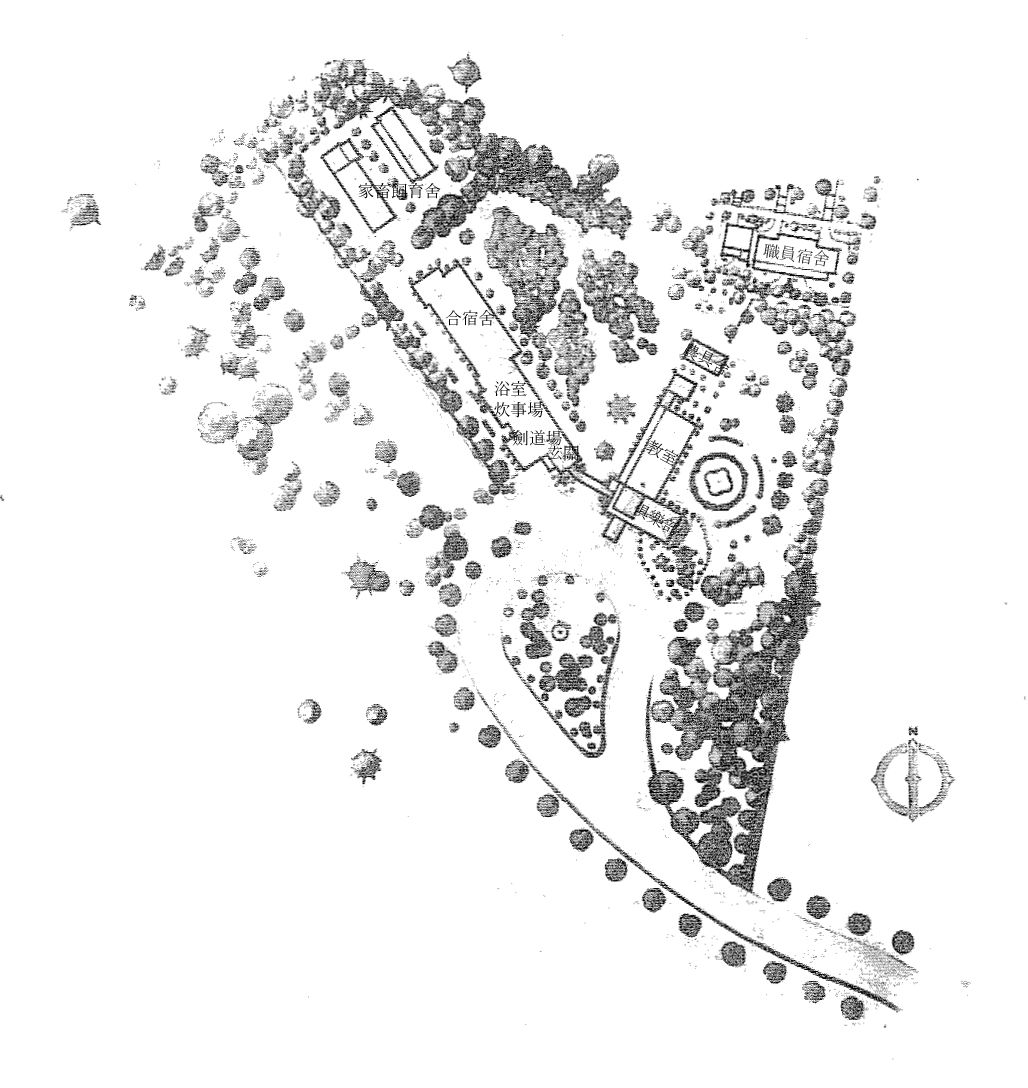
臺中州產業組合青年道場平面圖

臺中州產業組合青年道場，為臺灣日治時期因二戰時的皇民化運動而設立的教育場所，主要教授農業相關知識與皇道精神。1939年由臺中州的產業組合共設立，總占地近3,000坪，位於大肚山麓的台中競馬場西側，原址為現在成功嶺內的役政署替代役訓練班。

## 介紹
產業組合為類似戰後合作社的機構，並具有儲蓄、貸款等金融服務。臺中州下共有94個產業組合，會員數有12多萬人，總儲蓄金額達2,250萬圓，為地方上重要的金融機構。因多數為農業相關的產業組合，為配合皇民化運動以及戰時體制下的事業擴充，以培育產業組合以及農村的青年。1938年，成立台中州產業青年道場設立委員會，計畫在大屯郡烏日庄學田212番地設立臺中州產業組合青年道場。道場建築於1939年1月動工，同年4月完工，耗資57,000圓，建築由台中州土木課設計，齋藤辰次郎建築事務所施工。
臺中州產業組合青年道場的場長由台中州勸業課長兼任，授課科目包含公民科、國史、產業組合概論、產業組合經營、產業組合法規、產業組合法規、產業組合簿記、農業倉庫經營、農業倉庫法規、農業、畜產、武道教練、珠算、科外講話、實習、見學。而臺中州產業組合青年道場招募人員分為以下三類，並依類別安排不同時數的授課內容：
- 第一部：小、公學校畢業的17至25歲男性，每梯次40人，訓練期間為3個月內。
- 第二部：產業組合現役職員，每梯次60人，訓練期間為30天內。
- 第三部：農業相關產業組合人員及有意成為產業組合職員者，每梯次60人，訓練期間為15天內。

## 建築特色
臺中州產業組合青年道場為木造建築，包含了本館、農具舍、職員宿舍、牲畜舍。本館建築平面呈L型，其中央為三層樓，作為俱樂部、教官與專任舍員室。